# Ramaz Kharshiladze
Ramaz Kharshiladze (né le 16 janvier 1951 et mort le 13 septembre 2017,) est un judoka soviétique. Il participe aux Jeux olympiques d'été de 1976 dans la catégorie des poids mi-lourds et remporte la médaille d'argent.

## Palmarès

### Jeux olympiques
- Jeux olympiques de 1976 à Montréal,  Canada
  -  Médaille d'argent